# Madastenus yarlunus
Madastenus yarlunus är en stekelart som beskrevs av Wang 2001. Madastenus yarlunus ingår i släktet Madastenus och familjen brokparasitsteklar. Inga underarter finns listade i Catalogue of Life.